# Violbärfis
Violbärfis (Thyreocoris scarabaeoides) är en insektsart som först beskrevs av Carl von Linné 1758.  Violbärfis ingår i släktet Thyreocoris, och familjen glansskinnbaggar. Arten är reproducerande i Sverige.